# Reserva de la biosfera Agua y Paz
La Reserva de la Biosfera Agua y Paz es una reserva natural de Costa Rica, creada por la UNESCO en setiembre de 2007. Ubicada en la zona norte de este país, comprende un territorio de 916.000 hectáreas, distribuidas entre las provincias de Alajuela, Guanacaste y Heredia. Es una de las tres reservas de la biosfera designadas por la UNESCO en Costa Rica, junto a la Cordillera Volcánica Central y La Amistad. Su objetivo es propiciar espacios de desarrollo proambiental en la zona norte del país y promover acciones favorables a la naturaleza.
Esta reserva abarca ocho zonas de áreas protegidas, entre ellas el parque nacional Juan Castro Blanco y el Refugio Nacional de Vida Silvestre Caño Negro, cuatro corredores biológicos y una comunidad indígena. Sus riquezas naturales incluyen humedales, ríos navegables, bosques húmedos tropicales y grandes nacientes de agua. Además, se designó modelo en Costa Rica para la aplicación de la Estrategia del Carbono Neutral como primera acción para mitigar los efectos del cambio climático.
El 24 de octubre de 2011 fue premiada por la UNESCO como una de las mejores 28 reservas de la biosfera del mundo debido a su implementación de un exitoso modelo de desarrollo sostenible para combatir el cambio climático, y por su esfuerzo por involucrar a toda la población de la zona norte de Costa Rica en una estrategia para disminuir las emisiones de gases de efecto invernadero.